# Adelberg Meyer zum Pfeil

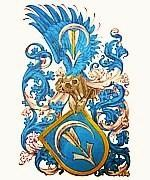
Wappen der Meyer zum Pfeil

Junker Adelberg Meyer zum Pfeil (auch Adelbert Meyer zum Pfeil) (* 1474 in Basel; † 8. Juni 1548 in Basel) wurde 1521, erstmals unter Missachtung formeller bischöflicher Ernennungsrechte, vom Basler Rat zum Bürgermeister gewählt und wurde einer der mächtigsten Politiker Basels seiner Zeit. Er war Tuchhändler, Ratsherr und Mitglied der Basler „Herrenzünfte“ (Kaufleutezünfte) zu Safran und zum Schlüssel sowie der Handwerkerzunft zu Webern. Militärisch bekleidete er von 1524 bis 1546 die Ämter des Basler Zeug- und des Bannerherrn im Rang eines Hauptmanns. Von Kaiser Ferdinand I. erhielt der Junker ein Diplom über den erblichen Adelsstand.

## Leben

### Herkunft
Junker Adelberg Meyer zum Pfeil entstammte dem nach dem Pfeil im Familienwappen benannten Geschlecht Meyer zum Pfeil. Es taucht bereits im 15. Jahrhundert unter den begüterten Familien von Basel auf. Im 15. und 16. Jahrhundert führte es den Junkertitel. Seine Eltern waren der Humanist Junker Nikolaus Meyer zum Pfeil († 1500) und Barbara zum Lufft, Tochter des Basler Ratsherrn Ulrich zum Lufft zu Weinleuten und der Magdalena Eberler. Einer seiner Brüder war der Wechsler und Ratsherr zum Schlüssel Bernhard Meyer zum Pfeil (1488–1558), 1548–58 Bürgermeister in Basel.

### Wirken
Adelberg Meyer zum Pfeil wurde 1504 Mitglied der Basler „Herrenzünfte“ (Kaufleutezünfte) zu Safran und zum Schlüssel sowie der Handwerkerzunft zu Webern, was auf seine Tätigkeit im Tuchhandel hinweist. Seine wirtschaftlichen Aktivitäten richteten sich darüber hinaus auf Geschäfte mit Grundbesitz und Liegenschaften. 1511 wurde Adelberg Meyer zum Pfeil „Sechser“, Mitglied des sechsköpfigen Safran-Zunftvorstandes.
Damit begann seine politische Karriere. Seit 1509 Gerichtsherr, wurde er 1514 Ratsherr und bekleidete bis 1548 die Ämter eines „Siebners“ (Finanzen), „Neuners“ (Kriegsausschuss), „Fünfers“ (Gericht), „Dreiers“ (oberste Finanzaufsicht), des Bau- und Kaufhausherrn, eines Ehebruchherrn (Ratsvertreter im Ehegericht) und eines Appellationsherrn (zweite und höchste Gerichtsinstanz). Ausserdem versah er das Pflegamt des Klostergutes Steinen. Ab 1518 lenkte er die Basler Politik als „Dreizehner“. Auch amtierte er seit 1518 als Stadtwechsler, was sein bedeutendes Vermögen noch vergrösserte.
Der Basler Rat wählte ihn 1521 zum Bürgermeister, erstmals in der Basler Geschichte unter Missachtung formeller bischöflicher Ernennungsrechte. Dieses Amt hatte er bis zu seinem Tod 1548 inne, für zehn Jahre folgte ihm dann sein Bruder Bernhard darin. Zwischen 1522 und 1531 gehörte Adelberg Meyer zum Pfeil zu den wichtigsten Verordneten des Rates in außenpolitischen Belangen. Er war in jenem Zeitraum einer der bedeutendsten Basler Diplomaten der Reformationszeit, sowohl wegen seiner Gesandtschaften in die Eidgenossenschaft als auch an den Oberrhein. In der folgenden Zeit erscheint er hingegen kaum noch als Delegationsmitglied. Sein Bruder Bernhard nahm dafür eine Führungsposition als Gesandter ins nähere und weitere Beziehungsfeld Basels ein. Von 1524 bis 1546 bekleidete Adelberg Meyer zum Pfeil auch die militärischen Ämter des Zeug- und des Bannerherrn im Rang eines Hauptmanns.
Während des Reformationsjahrzehnts wirkte Adelberg Meyer zum Pfeil im Amt des Bürgermeisters als zünftischer Vertreter alternierend mit Heinrich Meltinger, einem patrizischen Angehörigen der altgläubigen Partei. Meyer zum Pfeil wird den reformatorisch gesinnten Kräften im Rat zugezählt, trat aber nicht in der entschiedenen Art eines Jakob Meyer zum Hirzen als Verfechter einer kirchlichen Erneuerung auf. Er gehörte eher zur Gruppe derjenigen Ratsmitglieder, die schrittweise die Entwicklung hin zur Reformation mitvollzogen, dabei aber radikale Veränderungen zu verhindern suchten. Solchen Bemühungen ist es auch zu danken, dass in Basel, trotz der Erregung der Gemüter, noch eine Reihe von Jahren hindurch beide Parteien freie Religionsübung genossen, bis 1529 ein Bildersturm den Begriff der Toleranz für lange Zeit aus Basel verbannte. Als Führer der Mittelpartei zwischen den konfessionspolitischen Positionen Basels der 1520er Jahre machte sich Adelberg Meyer zum Pfeil innenpolitisch unentbehrlich. Als erster nicht vom Bischof eingesetzter, sondern vom Rat gewählter Bürgermeister des Basler Zunftregiments wurde er einer der mächtigsten Politiker Basels seiner Zeit.
Adelberg Meyer zum Pfeil hinterließ verschiedene Aufzeichnungen, darunter Auszüge aus Ratsbüchern, Mitteilungen zur eigenen Familie und zu zeitgenössischen Ereignissen. Von seinen historisch-antiquarischen Interessen zeugen zum Beispiel seine Abschriften aus der Chronik des Konrad Schnitt und die von ihm in Auftrag gegebene Übersetzung der Chronik des Heinrich von Beinheim. Die Sammlung der von ihm 1543 geschriebenen Notizen aus Basels älterer Geschichte wird noch jetzt im Basler Kirchenarchiv aufbewahrt. Die Abschriften älterer Basler Chroniken, die er auf seine Kosten für sich und seine Nachkommen fertigen ließ, stellen eine wichtige Überlieferung dar, denn mehrere wichtige Geschichtsquellen des 15. Jahrhunderts, wie die Denkwürdigkeiten Henman Offenburgs, oder wie die Chronik Heinrichs von Beinheim, sind einzig dadurch erhalten.

### Familie
Junker Adelberg Meyer zum Pfeil heiratete 1503 in erster Ehe Katharina Hütschi (1470–1508), Tochter des Melchior Hütschi, Zunftmeister zum Schlüssel in Basel, in zweiter Ehe 1509 Margaretha Trutmann, Tochter des Hans Trutmann, Ratsherr zum Schlüssel und Oberstzunftmeister in Basel und der Clara Brunlin, in dritter Ehe 1533 Katharina Bischoff (1515–1541), Tochter des Andres Bischoff, Basler Ratsherrn zu Hausgenossen und der Barbara Bär.
Er hinterließ zwei Söhne und drei Töchter. Ein Sohn war Johann „Hans“ Ludwig Meyer zum Pfeil (1539–1607), verheiratet mit Anna Frobenius, Tochter des Buchdruckers Hieronymus Frobenius (1501–1563), Basler Zunftmeister zu Safran. Ein Sohn der Ehe Meyer zum Pfeil-Frobenius war Bernhard Meyer zum Pfeil (1564–1610), verheiratet mit Cordula Truchseß von Rheinfelden (1573–1608).
Zu Adelberg Meyer zum Pfeils weiteren Nachfahren zählen:
- Theodor Meyer-Merian (1818–1867), 1851–1867 Spitalmeister des Basler Bürgerspitals
- Carl Theodor Meyer-Basel (1860–1932), Landschaftsmaler und Radierer (Sohn Theodor Meyer-Merians)
- Peter Meyer (1894–1984), Architekt und Kunsthistoriker (Sohn Carl Theodor Meyer-Basels)
- Adolf Burckhardt (1826–1904) Schweizer Seidenfabrikant und Bankier[5]
- diese Wilhelm Vischer:[6]
- Wilhelm Vischer-Bilfinger (1808–1874), Schweizer Gräzist und Basler Ratsherr
- Wilhelm Vischer, auch „Wilhelm Vischer-Heussler“ (1833–1886), Schweizer Historiker, Sohn des vorigen
- Wilhelm Vischer (1895–1988), Schweizer Theologe, Enkel des vorigen
- Eduard Hoffmann (1864–1936), Schweizer Kulturanthropologe[7]
- Albert Socin (1844–1899), Schweizer Orientalist[8]
- diese beiden Wilhelm His:[9]
- Wilhelm His (1831–1904), Schweizer Anatom
- Wilhelm His (1863–1934), deutscher Internist
- Emil Feer (1864–1955), Schweizer Kinderarzt[10]